# Поткивач
‎
Поткивач је занатлија специјализован за поткивање коња и волова. Потковица се помоћу ексера причврсти коњу (кобили) за копита или волу (крави) за папке. Потковице за коње и волове нису исте пошто се и само копито и папак разликују. При поткивању се мора пазити да се не повреди копито/папак при самом закивању ексера. Такође је важно да закуцани ексери касније не повреде животињу („не жуља“). Ово је и опасан и напоран посао јер се ради на крупним животињама које понекад могу да буду веома немирне па могу да повреде поткивача. Ово занимање је раније било веома распрострањено. Данас овај посао обављају и ковачи као део свог посла (заната).
У пиротском крају последњи поткивачи су били Благоје и Бобан Костадиновић из села Покревеник.